# Нырцов, Максим Валерьевич
Макси́м Вале́рьевич Нырцо́в (род. 5 сентября 1975, Москва, СССР) — российский учёный-картограф. Профессор кафедры картографии и геоинформатики географического факультета МГУ, доктор технических наук, специалист в области внеземной и математической картографии, геоинформационных технологий создания карт и картографического дизайна. Автор научных трудов, в том числе посвящённых математическим основам карт малых тел Солнечной системы. Обладатель почётного учёного звания «Профессор РАН» (2015).

## Биография, карьера
Родился в 1975 году в г. Москве. Его мать — Нырцова Тамара Петровна, профессор, работала в должности декана картографического факультета Московского государственного университета геодезии и картографии (МИИГАиК) на протяжении 18 лет.
По завершении обучения в средней школе в 1992 году поступил в МИИГАиК, который с отличием окончил в 1997 году. Был принят в аспирантуру МИИГАиК, защитил кандидатскую диссертацию «Разработка картографических проекций реальных поверхностей небесных тел и способов их исследования» (2000).
С 1999 по 2013 годы работал в МИИГАиК на кафедре оформления и издания карт, затем на кафедре географии картографического факультета (сначала ассистент, с 2000 — старший преподаватель, с 2002 — доцент). В 2012 году стал доктором технических наук по специальности «картография» (тема диссертации: «Теоретические основы и методология картографирования малых небесных тел»).
В 2015 году в числе 493 видных российских учёных избран профессором РАН.
В 2013—2016 годах являлся профессором кафедры географии картографического факультета МИИГАиК. В 2016 году перешёл на должность профессора кафедры картографии и геоинформатики географического факультета МГУ им. М. В. Ломоносова, которую занимает по настоящее время.

## Научная деятельность и достижения
Научные интересы М. В. Нырцова фокусируются в областях теории картографии, математической картографии, тематической картографии, внеземной картографии (в том числе картографирования астероидов, сближающихся с Землёй, и потенциально опасных астероидов), современных технологий создания карт с использованием ГИС и настольных издательских систем, создания ландшафтных карт и картографического дизайна.
Основные труды посвящены разработке математической основы карт малых тел Солнечной системы. М. В. Нырцов является автором первого атласа астероида 433 Эрос на русском языке (этот атлас стал предметом докторской диссертации) и соавтором Атласа спутника Марса — Фобоса.
Участвовал в крупных международных исследовательских проектах, в их числе «Картографирование астероида 243 Ида» (2000, Университет Западного Онтарио, Канада), «Дистанционное зондирование антропогенного влияния на экосистемы прибрежных акваторий (Гавайские острова)» (2002—2004, проект «Аэрокосмоса»), «Разработка магистерской программы „Земельные информационные системы и администрирование“» (2009—2011, совместный проект МИИГАиК, СГГА, ЮФУ, KTH, TU Delft, Aalto University).
В 2019 году принял участие в выборах РАН на звание члена-корреспондента РАН по отделению Наук о Земле.

## Научные и учебно-методические публикации
Автор более 50 научных статей (не считая изданных карт). Ряд работ опубликован в журналах высшего уровня, таких как «Доклады Академии наук», британский «Cartographic Journal», канадский журнал «Cartographica». Постоянный участник Международных картографических конференций (ICC): 1999 (Канада; отмечен за лучший труд молодого учёного), 2001 (Китай), 2003 (ЮАР), 2005 (Испания), 2007 (Москва), 2013 (Германия), 2015 (Бразилия), 2017 (США).
Некоторые работы:
- Nyrtsov M. V., Fleis M. E., Borisov M. M., Stooke P. J.// Jacobi Conformal Projection of the Triaxial Ellipsoid: New Projection for Mapping of Small Celestial Bodies. Cartography from Pole to Pole, Lecture Notes in Geoinformation and Cartography. M. Buchroithner et al. (eds.), Springer-Verlag, Berlin, pp. 235—246, Heidelberg 2014.
- Nyrtsov M. V., Fleis M. E., Borisov M. M., Stooke P. J.// Conic projections of the triaxial ellipsoid: The projections for regional mapping of celestial bodies // Cartographica. — 2017 — vol. 52, no. 4. — pp. 322—331.
- Nikiforova A. A., Bastian O., Fleis M. E., Nyrtsov M. V., Khropov A. G.// Theoretical development of a natural soil-landscape classification system: An interdisciplinary approach // Catena — 2019. — vol. 177, no. 6. — pp. 238—245.
- Флейс М. Э., Нырцов М. В., Борисов М. М., Соколов А. И. // Точное определение геодезических высот точек поверхности небесного тела относительно трёхосного эллипсоида // Доклады Академии наук — 2019. — Т. 486, № 4. — C. 85-95.
- Nikiforova A. A.,  Fleis M. E., Nyrtsov M. V., Kazantsev N. N., Kim K.V., Belyonova N.K., and Kim J.K. // Problems of modern soil mapping and ways to solve them // Catena, 195 (12):104885, 2020.
- Нырцов М. В., Флейс М. Э., Соколов А. И.// Проекции меридианного сечения: новый класс проекций для трёхосного эллипсоида // Геодезия и картография № 2 — 2021, С. 11-21
- Нырцов М. В., Флейс М. Э. // Классификация проекций трехосного эллипсоида // Геодезия и картография. — 2021. — № 7. — С. 18-26
- Флейс М. Э., М. В. Нырцов, Соколов А. И. Цилиндрические проекции трехосного эллипсоида: точные формулы и эллиптические интегралы // Геодезия и картография. — 2022. — № 4. — С. 26-38.
- Нырцов М. В. Практикум по дисциплине «Картографирование внеземных объектов». Часть 1. Картографирование малых тел Солнечной системы: учебное пособие. — Москва : Издательство Московского университета, 2022. — 68, [1] с. : ил. — (Электронное издание сетевого распространения).
- Нырцов М. В., Флейс М. Э., Борисов М. М.. Математическая картография. Проекции трехосного эллипсоида. — Москва : Издательство Московского университета, 2022. — 212, [2] с. : ил. — (Электронное издание сетевого распространения).

## Педагогическая и организационная деятельность
Имеет 25 лет педагогического стажа (МИИГАиК, МГУ).
Активный популяризатор научных знаний. Был задействован в проекте Российской системы электронного онлайн-образования «Универсариум» в 2015 году, читал модуль «От цифровой Земле к цифровому космосу». Участник проекта «Университетские субботы» Департамента образования гор. Москвы. В 2022 году принял участие в передачах «Физики и лирики. Картография. Зачем нужны карты внеземных пространств» и Шоу Картаева и Махарадзе. География. «Как появился глобус» и «Параллели и меридианы: зачем Земле градусы» радио «Маяк»
Является членом редколлегии журнала «Геодезия и картография», журнала «Инженерные изыскания». В 2016 году входил в программный комитет Всероссийской научной конференции «Международный год карт в России: объединяя пространство и время», в 2018 году — в программный комитет Архивная копия от 5 августа 2019 на Wayback Machine «Национальной картографической конференции».
Эксперт РФФИ (с 2017 по 2022), ФАНО России (2017), комитета Совета Федерации по аграрно-продовольственной политике и природопользованию (с 2017). В 2008—2009 и 2015 гг. был членом экспертного совета Всероссийского конкурса научно-технического творчества молодёжи. Участник рабочей группы «Картографические проекции» при Международной картографической ассоциации (с 2013). Член диссоветов МИИГАиК (с 2013 по 2019) и МГУ (с 2017).

## Признание и награды
Профессиональная деятельность М. В. Нырцова была отмечена рядом наград:
- почётная грамота Минобразования России (Приказ Минобра РФ от 9 марта 2004 г. № 18/257)
- почётная грамота Минобрнауки России (Приказ Минобрнауки РФ от 19 марта 2009 г. № 330/к-н)
- нагрудный знак «50 лет первого полёта человека в космос» (Приказ Федерального космического агентства от 28.04.11 № 120к)
- благодарность президента РАН за содействие в развитии сообщества профессоров РАН и активное участие в реализации задач Российской академии наук (13 декабря 2016 г. № 2-10108-6801/936)